# Oblężenie Krakowa (1655)
Oblężenie Krakowa przez Szwedów było częścią działań wojennych w czasie drugiej wojny północnej i trwało od 25 września do 13 października 1655. Kapitulacja została formalnie podpisana 17 października.

## Przygotowania do obrony
Na wieść o sukcesach Szwedów, 2 sierpnia 1655, burmistrz Krakowa Andrzej Cieniowicz wezwał mieszkańców do obrony oraz zażądał pieniędzy na opłaceniu zaciągu 100 żołnierzy piechoty. Krakowski garnizon i straże otrzymały rozkazy pilnowania murów oraz ściślejszej kontroli cudzoziemców, zwłaszcza zamieszkujących Kraków Niemców. Rozpoczęto również naprawę umocnień miejskich, pracami kierowali inżynier miejski Izydor Affaita oraz wybrany przez szlachtę Krzysztof Mieroszewski. Wkrótce w mieście pojawiła się królowa Ludwika Maria, która oddała część własnych klejnotów na pokrycie prac wzmacniających obronę.
27 sierpnia biskup Piotr Gembicki wezwał do wierności królowi i obrony miasta. Dodatkowo ze swoich dóbr przekazał 300 zbrojnych mających wesprzeć wojska broniące Krakowa. Rada miejska postanowiła także uzbroić wszystkich obywateli.

## Jan Kazimierz opuszcza miasto
19 września do miasta przybył pobity pod Żarnowem Jan Kazimierz w towarzystwie kilku tysięcy żołnierzy oraz pospolitego ruszenia. Całość była dość przypadkową zbieraniną. Szlachta była mocno zdemoralizowana, szukała możliwości wyjścia cało z opresji i opuszczała masowo króla. Wojsko skonfederowane w Prądniku zażądało wypłaty zaległego żołdu wypowiadając posłuszeństwo hetmanowi polnemu koronnemu Stanisławowi Lanckorońskiemu. Kraków musiał utrzymać całą tę bezładną ciżbę nie mogąc jednocześnie liczyć na jakiekolwiek wsparcie obrony miasta z jej strony.
20 września odbyła się rada senatu, na której król i senatorowie zapewnili się o wytrwałości wobec niebezpieczeństw. Początkowo Jan Kazimierz myślał nawet o pozostaniu w mieście i obronie Krakowa jednak pomysł ten wyperswadowali mu senatorowie.
Natychmiast po radzie wysłano na Śląsk królową pod opieką prymasa Andrzeja Leszczyńskiego. Nocą 24 września miasto opuścił król, który uległ panice w jaką wpadło wojsko i szlachta na wieść o zbliżającej się armii szwedzkiej. Król udał się na wschód w kierunku Wojnicza, a następnie przez Nowy Wiśnicz do Nowego Sącza i dalej ku granicy cesarstwa. Towarzyszył mu biskup Piotr Gembicki, który wiózł ze sobą skarbiec katedry wawelskiej.

## Oblężenie
W Krakowie wraz z oddziałami pułkownika Fromholda Wolffa pozostało 2200 żołnierzy wojsk regularnych pod dowództwem kasztelana kijowskiego Stefana Czarnieckiego. Żołnierzy wspomagało 2300 mieszczan krakowskich i studentów. Obrońcy mieli do dyspozycji 160 dział.
Czarniecki postanowił przygotować miasto do obrony (król zalecił mu optymistycznie utrzymanie miasta przez 2-3 tygodnie) i rozkazał spalić przedmieścia – Kleparz, Biskupie i Garbary – aby odebrać osłonę szwedzkim natarciom. Wojsko i piechotę miejską rozmieścił wzdłuż murów. Przed miastem obrońcy usypali wały ziemne i inne obiekty fortyfikacyjne.

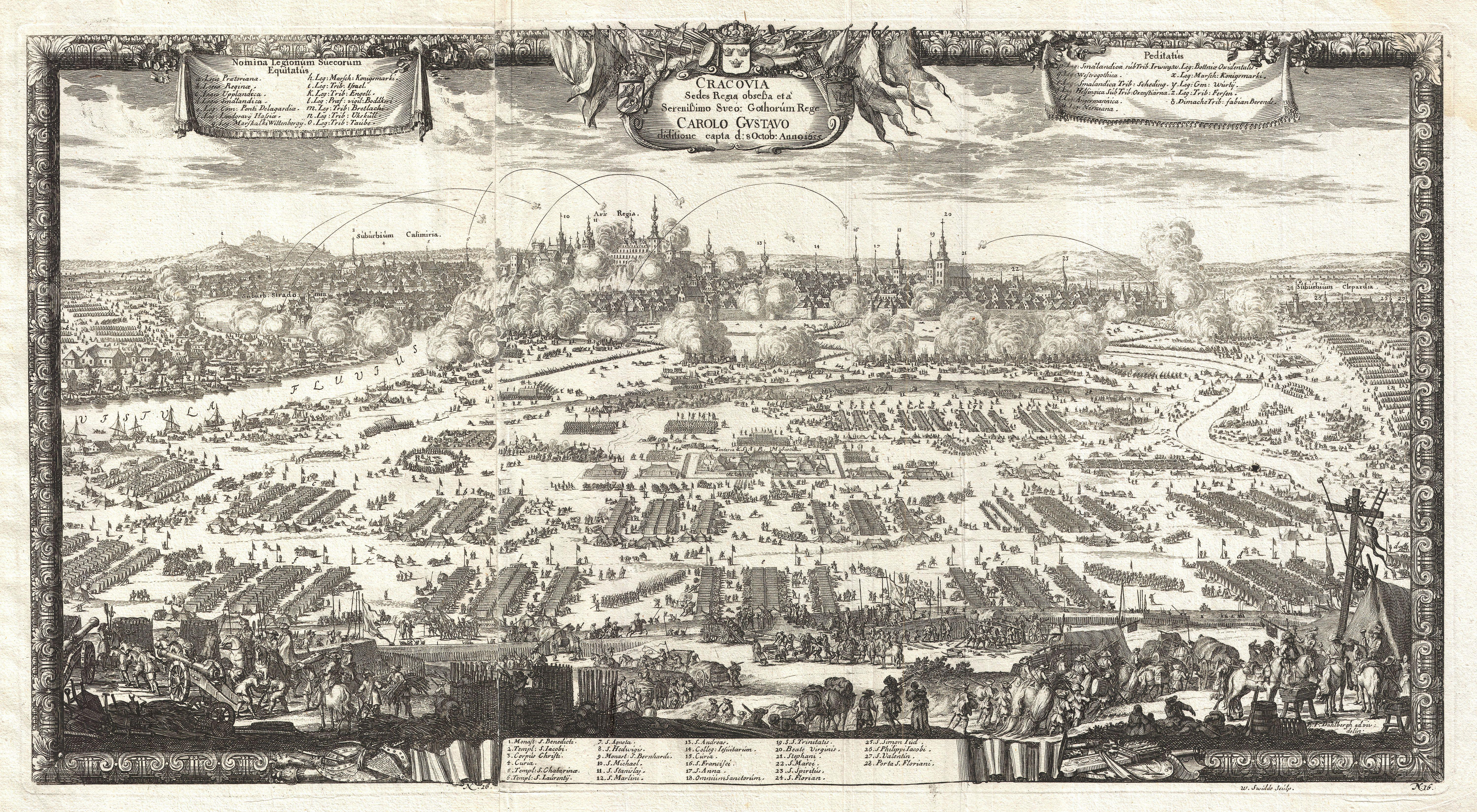
Oblężenie Krakowa, 1655

25 września Szwedzi zaatakowali Kazimierz i po zdobyciu go, splądrowali. Szwedzi wdarli się nawet do Bramy Grodzkiej, jednak silny kontratak przeprowadzony przez Czarnieckiego zmusił ich do odwrotu i uniemożliwił zajęcie miasta z marszu. Jednocześnie z atakiem na Kazimierz prowadzone było bombardowanie miasta.
Ponieważ natarcie na miasto się nie powiodło, Karol X Gustaw, który miał przy sobie 13-14 tys. żołnierzy i kilkadziesiąt dział, zmuszony był przystąpić do regularnego oblężenia i rozpoczął ostrzał artyleryjski. Oblężenie Krakowa król powierzył Arvidowi Wittenbergowi, zostawiając mu 8000 żołnierzy, a sam z resztą sił wyprawił się przeciw wojskom koronnym i pokonał je 3 października pod Wojniczem. Informacja o klęsce, która niweczyła jakiekolwiek marzenia o odsieczy, dotarła do obrońców Krakowa wraz z kolejnymi żądaniami kapitulacji. Pozostałe nieliczne oddziały koronne, które znajdowały się w okolicach Krakowa, nie przejawiały ochoty do walki ze Szwedami. Obrońcy miasta jednak kontynuowali walkę, wytrzymując bombardowanie artyleryjskie i odpierając kolejne ataki. Karol Gustaw wrócił pod Kraków 6 października i gdy lustrował mury miejskie oraz doglądał prac oblężniczych, o mało nie przypłacił swej brawury życiem, gdy zbliżył się do Bramy Floriańskiej, skąd został ostrzelany. Skończyło się jedynie na tym, że ubito konia królewskiego, a sam król wyszedł z przygody cało. Także dowódca obrońców Stefan Czarniecki często narażał się osobiście, chcąc swym przykładem zagrzewać żołnierzy do walki i został nawet raniony pociskiem muszkietowym w policzek. Nawet po tym wypadku nie zrezygnował z regularnego objeżdżania wałów.
Czarniecki starał się grać na zwłokę jednak zdając sobie sprawę ze słabych nastrojów wśród wojska i mieszkańców świadomych braku szans na odsiecz, podjął 12 października rozmowy kapitulacyjne. Najbardziej przeciwni kapitulacji byli profesorowie Uniwersytetu Krakowskiego. Czarniecki jednak zdawał sobie sprawę, że w danej sytuacji dalszy opór może doprowadzić do zniszczenia i wygłodzenia miasta – postanowił więc oszczędzić i miasto, i te oddziały wojsk regularnych, które miał ze sobą. Z tego powodu zdecydował się 13 października na poddanie miasta. 17 października podpisano ze Szwedami umowę złożoną z 11 punktów gwarantującą wolność religii katolickiej, bezpieczeństwo osobiste i majątkowe dla Kościoła, urzędników, szlachty i mieszczan, zachowanie dotychczasowych przywilejów miasta i Akademii Krakowskiej, wzajemną wymianę jeńców. Załodze wojskowej oraz urzędnikom i dworzanom Jana Kazimierza umożliwiono wymarsz z miasta. Na podstawie zawartej umowy oddziały polskie biorące udział w obronie Krakowa otrzymały leże zimowe w okolicach Oświęcimia, Zatora, Sławkowa, Będzina, Siewierza i Koziegłów. Siły te miały zachować neutralność do 18 listopada i po tym terminie miały zdecydować, czy wrócić pod komendę Jana Kazimierza, czy też poddać się Karolowi Gustawowi.

## Kapitulacja
Czarniecki, 19 października, po przeprowadzeniu na Rynku przeglądu wojska wymaszerował z miasta na czele 1800 żołnierzy i 12 dział. Został przyjęty przez szwedzkiego króla w obozie na wydanej na swoją cześć uczcie. Karol Gustaw jako urodzony żołnierz szanował męstwo przeciwnika.
Kraków został obsadzony 2,5 tysiącami piechoty i 500 rajtarami. Król wjechał do miasta po południu i po przywitaniu przez radę miejską udał się na Wawel gdzie postanowił zobaczyć kościół katedralny. Oprowadzał go po nim Szymon Starowolski.
Niemal natychmiast miasto i kościoły obłożono ogromną kontrybucją, m.in. z katedry zabrano wszystkie naczynia liturgiczne. Zdarty z Krakowa łup wart był podobno 5 milionów złotych.